# Кагбени
Кагбени (непальск. कागबेनी) — деревня и община в Непале в административном районе Мустанг.

## География
Кагбени находится в Гималаях в долине реки Кали-Гандаки на высоте около 2850 м над уровнем моря. Деревня расположена у места впадения в Кали-Гандаки реки Джонг-Кхола, в небольшом зелёном «оазисе», выделяющемся на фоне засушливой, лишённой растительности долины.
По данным за 2011 год население Кагбени составляет 937 человек.

## История

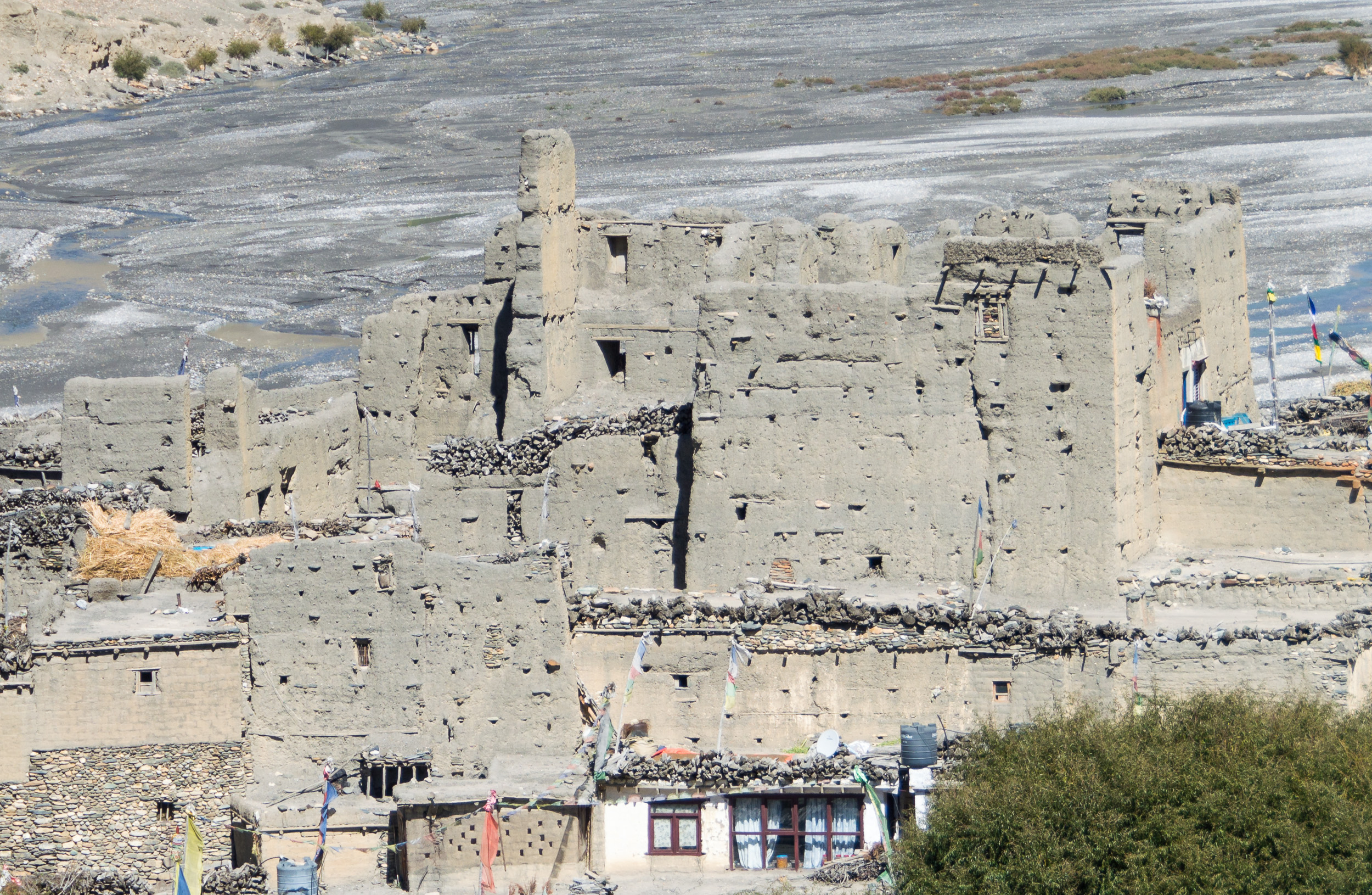
Форт Каг-Кхар

В прошлом Кагбени имела важное стратегическое значение, являясь пропускным пунктом в Верхний Мустанг. Через Кагбени шла торговая дорога, соединяющая Индию с Тибетом. Деревня строилась как укреплённый населённый пункт, до наших дней сохранился возвышающийся в центре Кагбени форт.
С открытием «Дороги Дружбы» Кагбени утратила былое торговое значение.
После того как иностранцам был разрешён доступ в Нижний Мустанг, важную роль в жизни деревни стал играть туристический бизнес.

## Транспорт
Кагбени соединена грунтовой автомобильной дорогой с Джомсомом. Также, есть автодорога, ведущая к храмовому комплексу Муктинатх — священному для индуистов и буддистов месту.

## Достопримечательности
- Руины форта Каг-Кхар
- Улицы исторической части Кагбени
- Гомпа Каг-Чоде-Туптен-Сампхел-Линг — буддистский монастырь, основанный в 1429 году[3]
- Кхени (пожиратели духов) — две скульптурные фигуры (мужчина и женщина), относящиеся к религии Бон, оберегающие деревню от злых духов

## Туризм

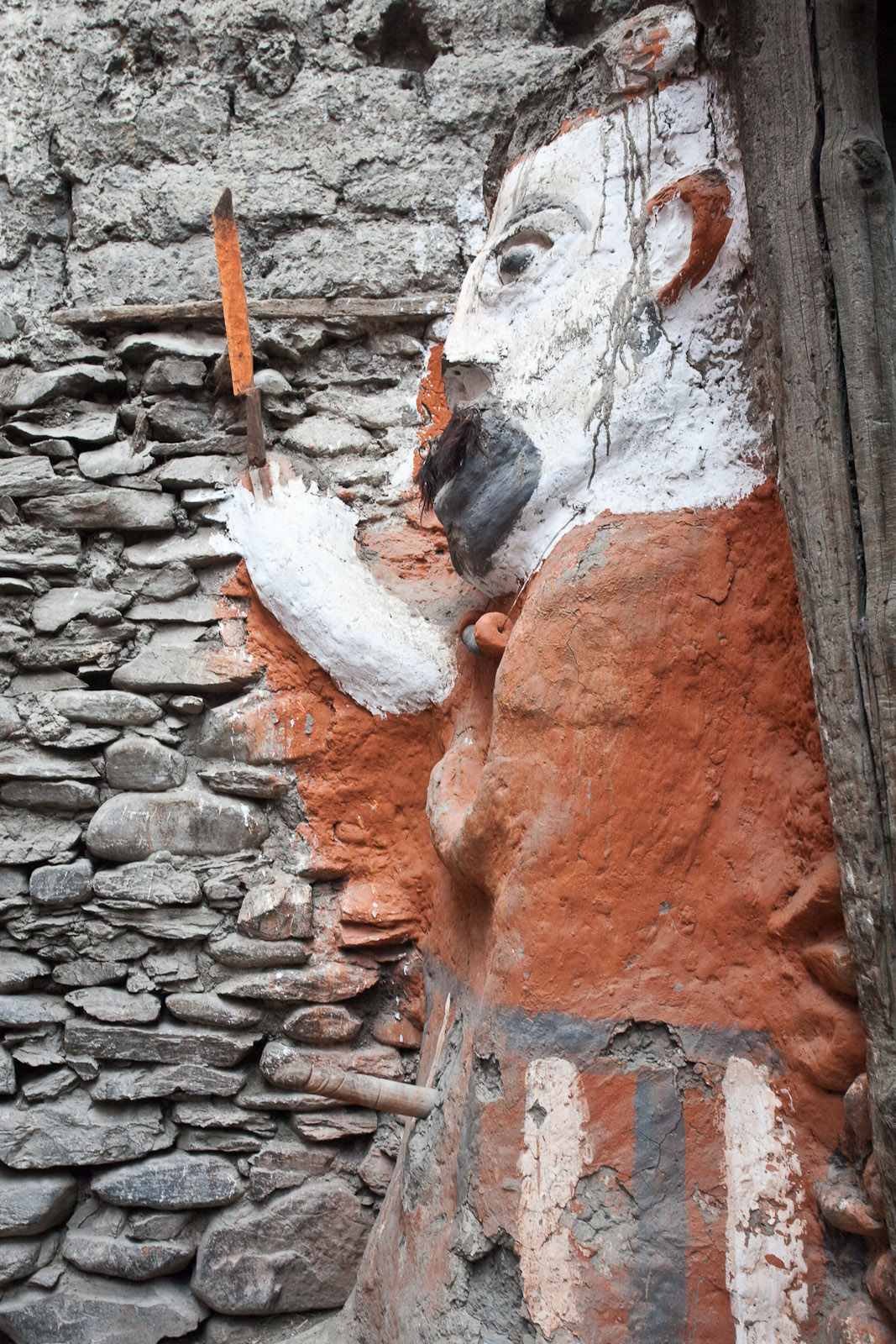
Кхени-мужчина в Кагбени

Кагбени часто посещают туристы, путешествующие по пешему маршруту «Трек вокруг Аннапурны». К их услугам в деревне открыты гостевые дома и рестораны. Некоторые местные предприниматели для привлечения туристов используют пародию на известные западные бренды — например, в деревне работает ресторан «Як-Доналдс», специализирующийся на бургерах с мясом яка.
От Кагбени на север идёт дорога в Королевство Ло — территорию Верхнего Мустанга, языком и культурой, связанную с Тибетом. Для посещения Королевства Ло туристам необходимо предварительно оформить особые разрешения.

## Интересные факты
- В 2006 году в Кагбени проходили съёмки непальского фильма-триллера «Кагбени», поставленного по рассказу Уильяма Ваймарка Джекобса «Обезьянья лапка»

Кагбени
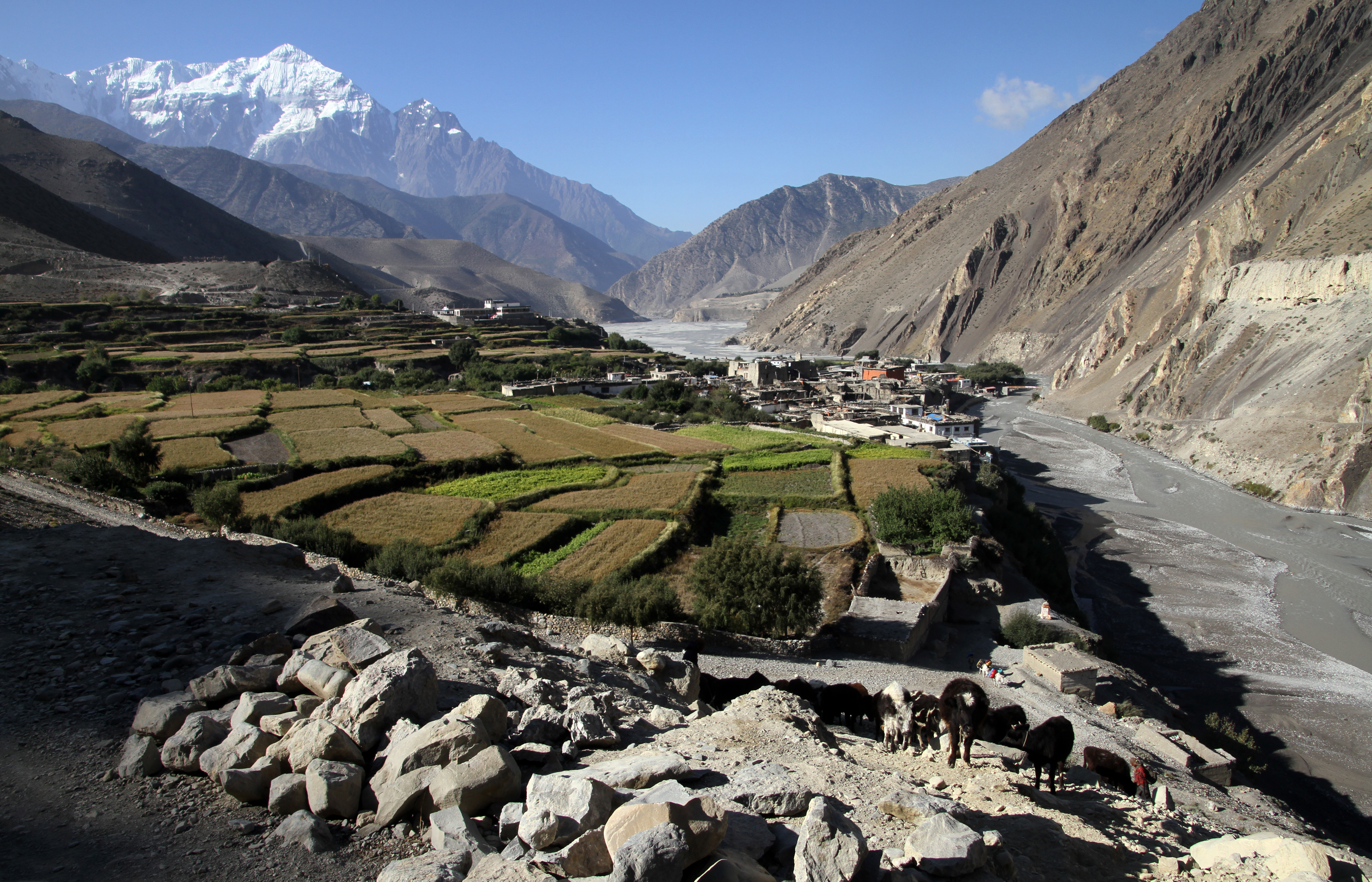
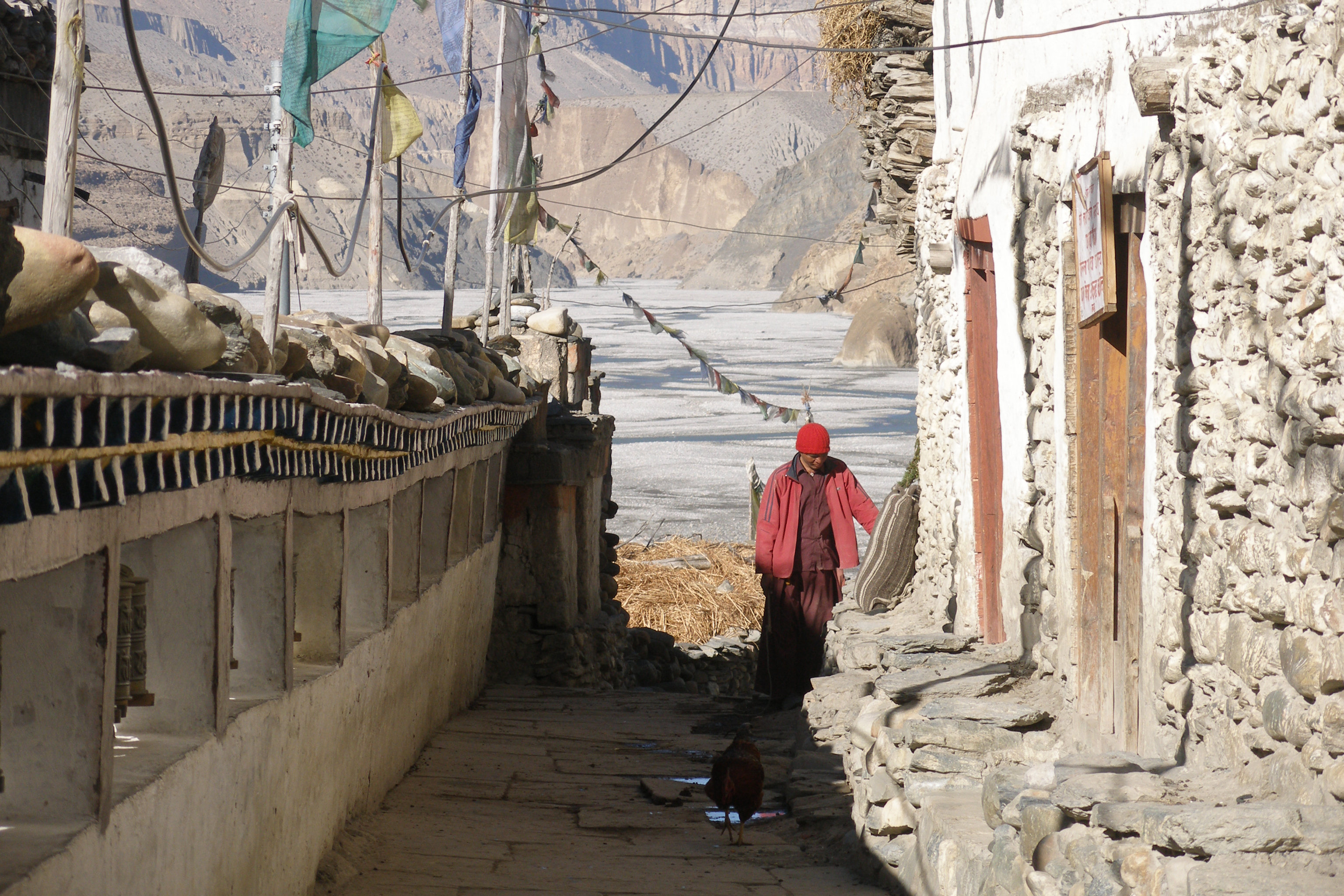
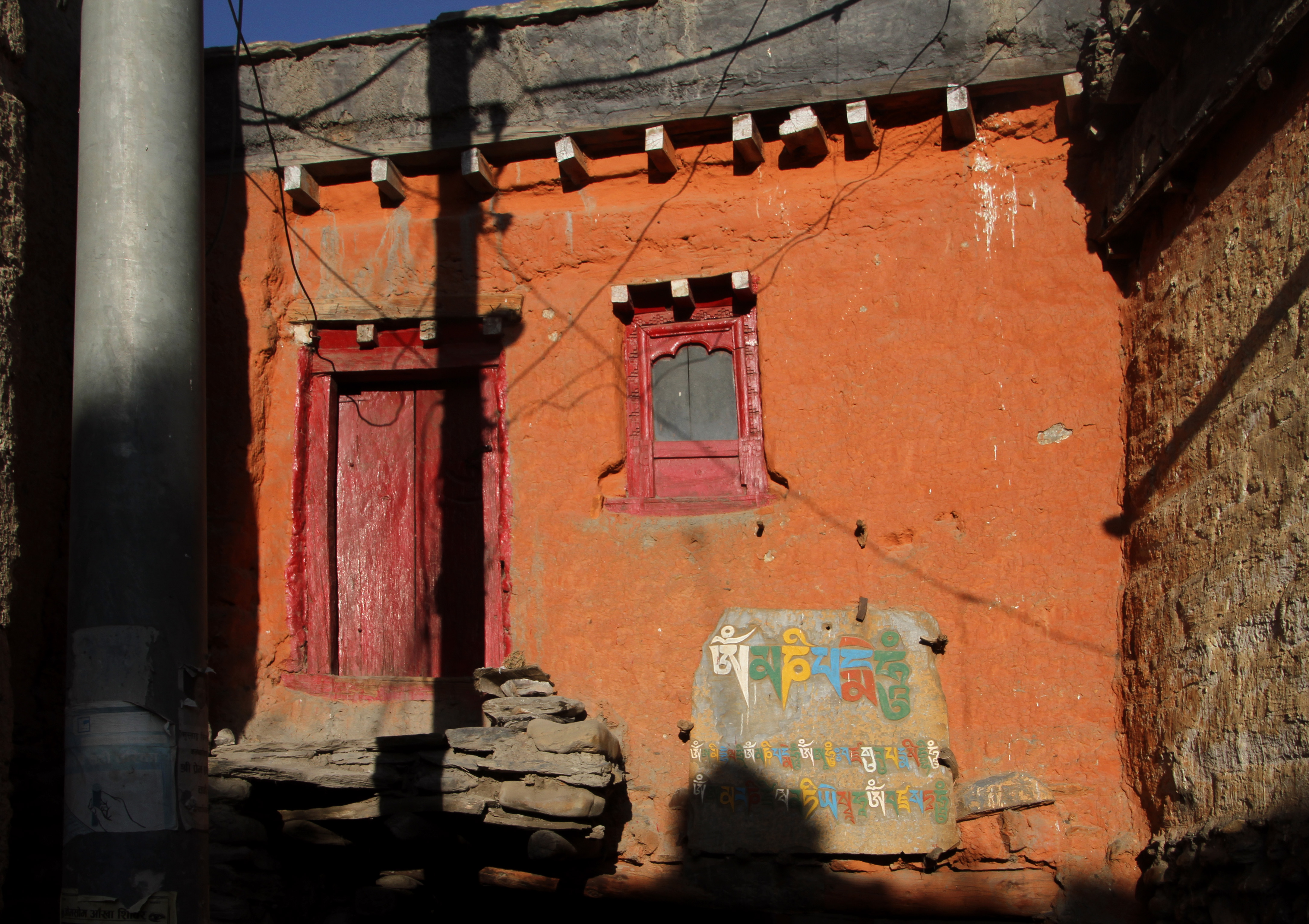
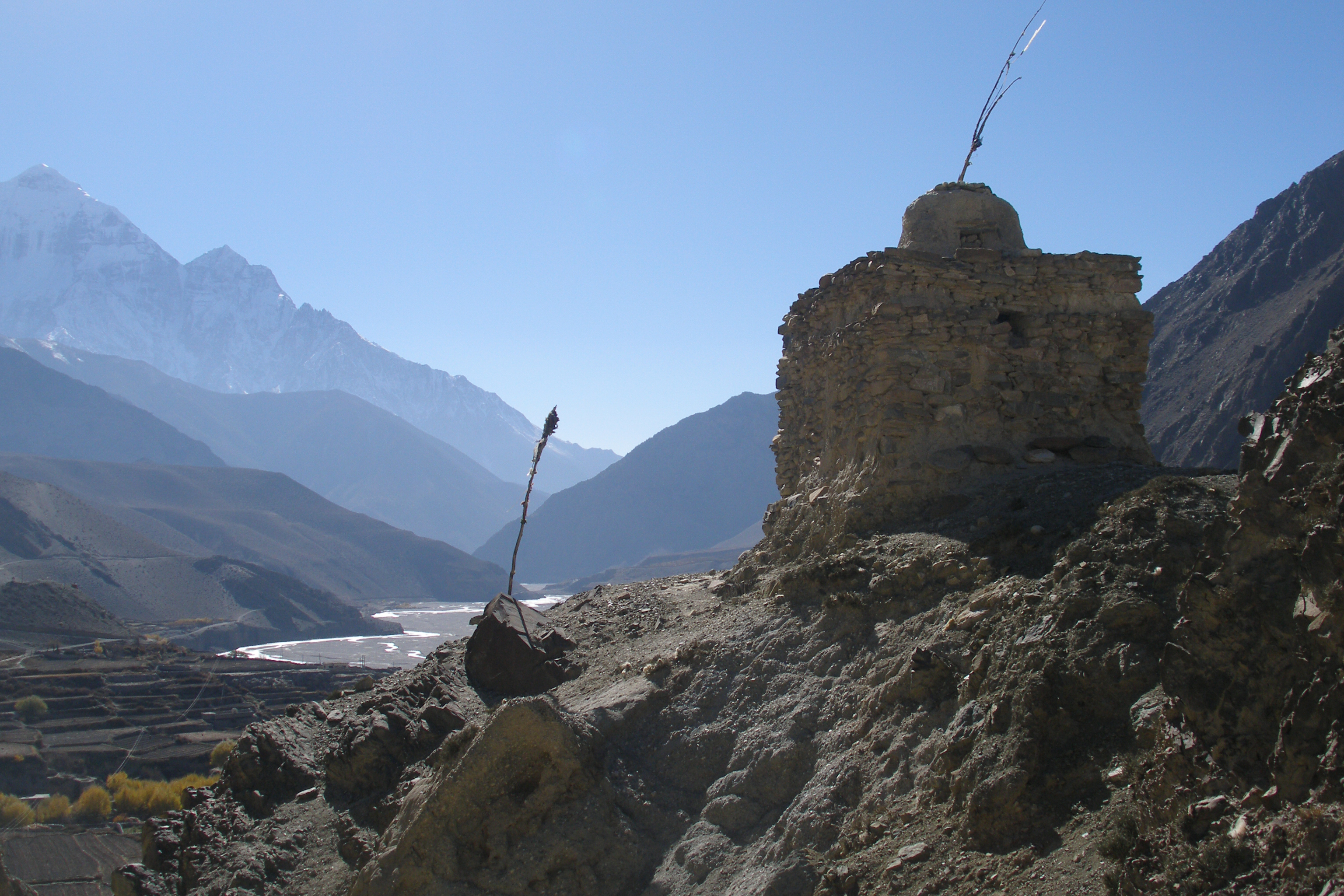
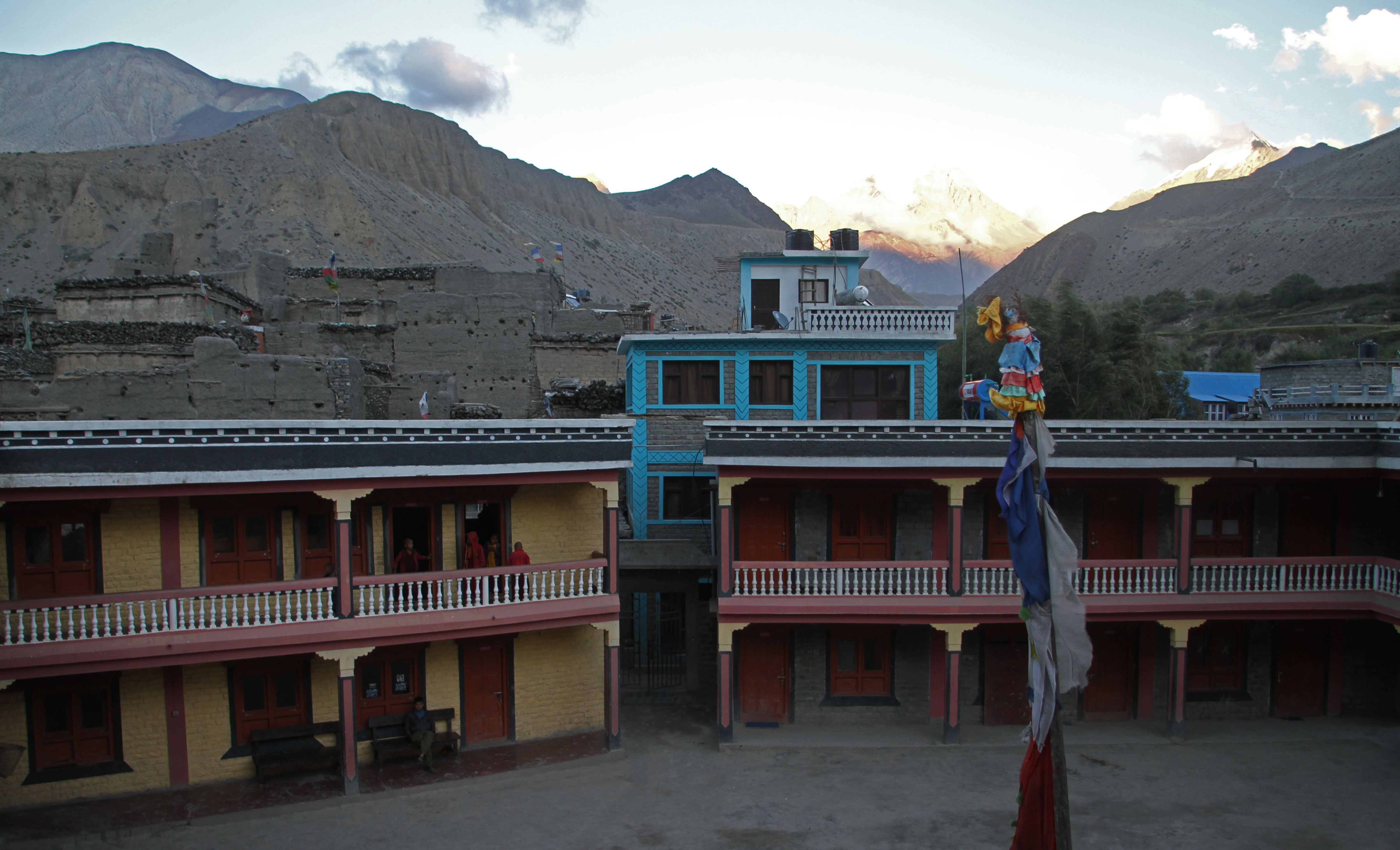
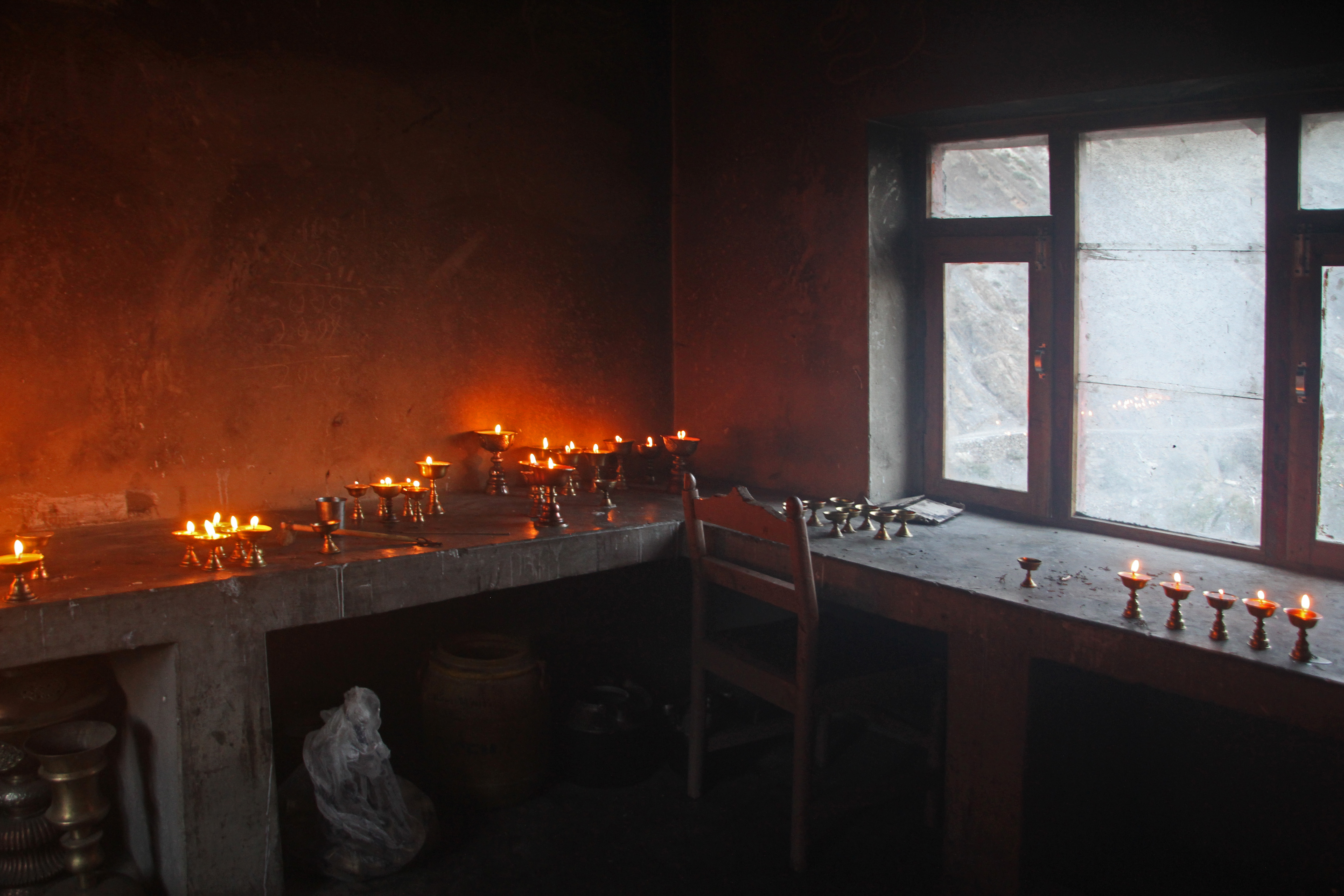
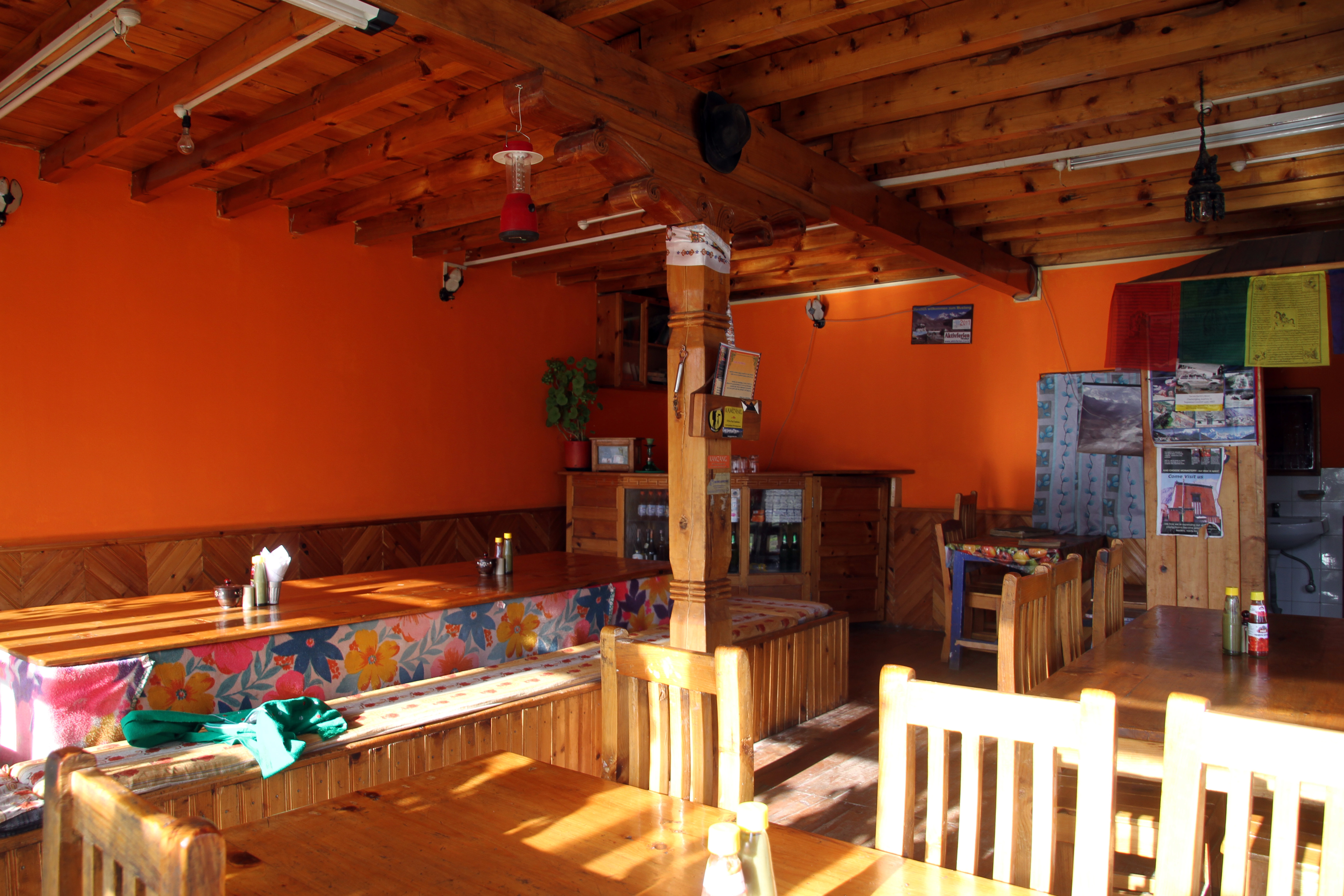
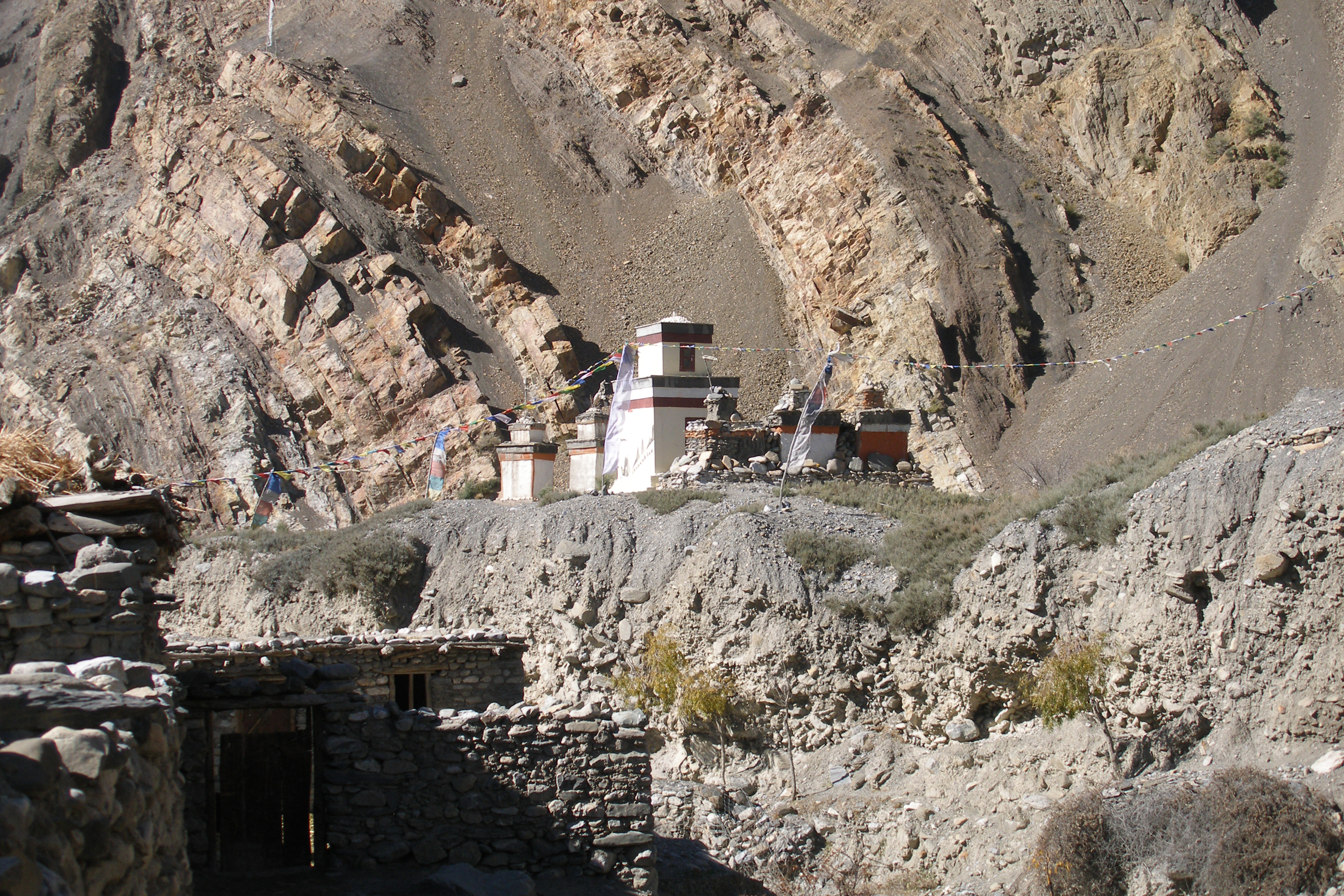
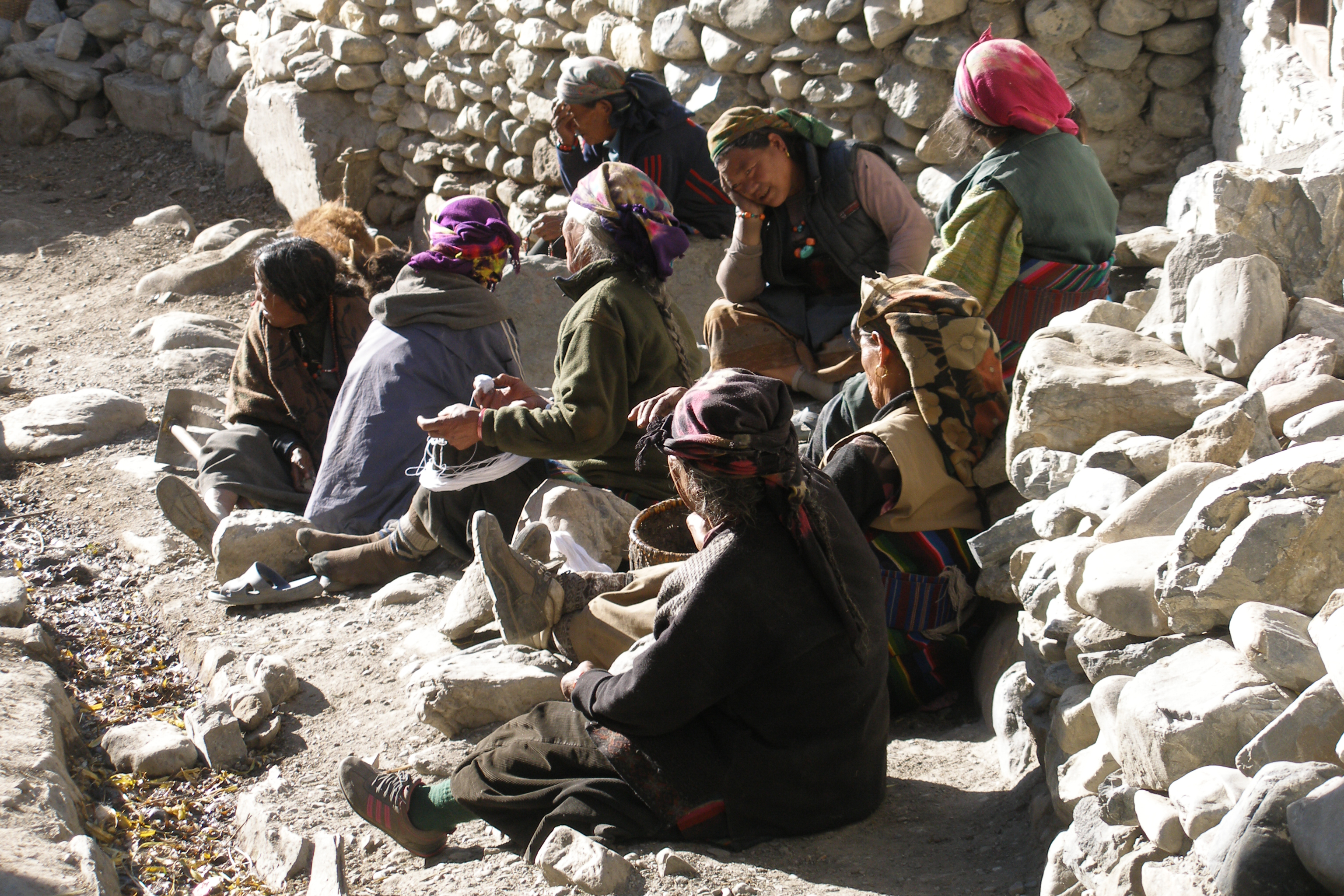
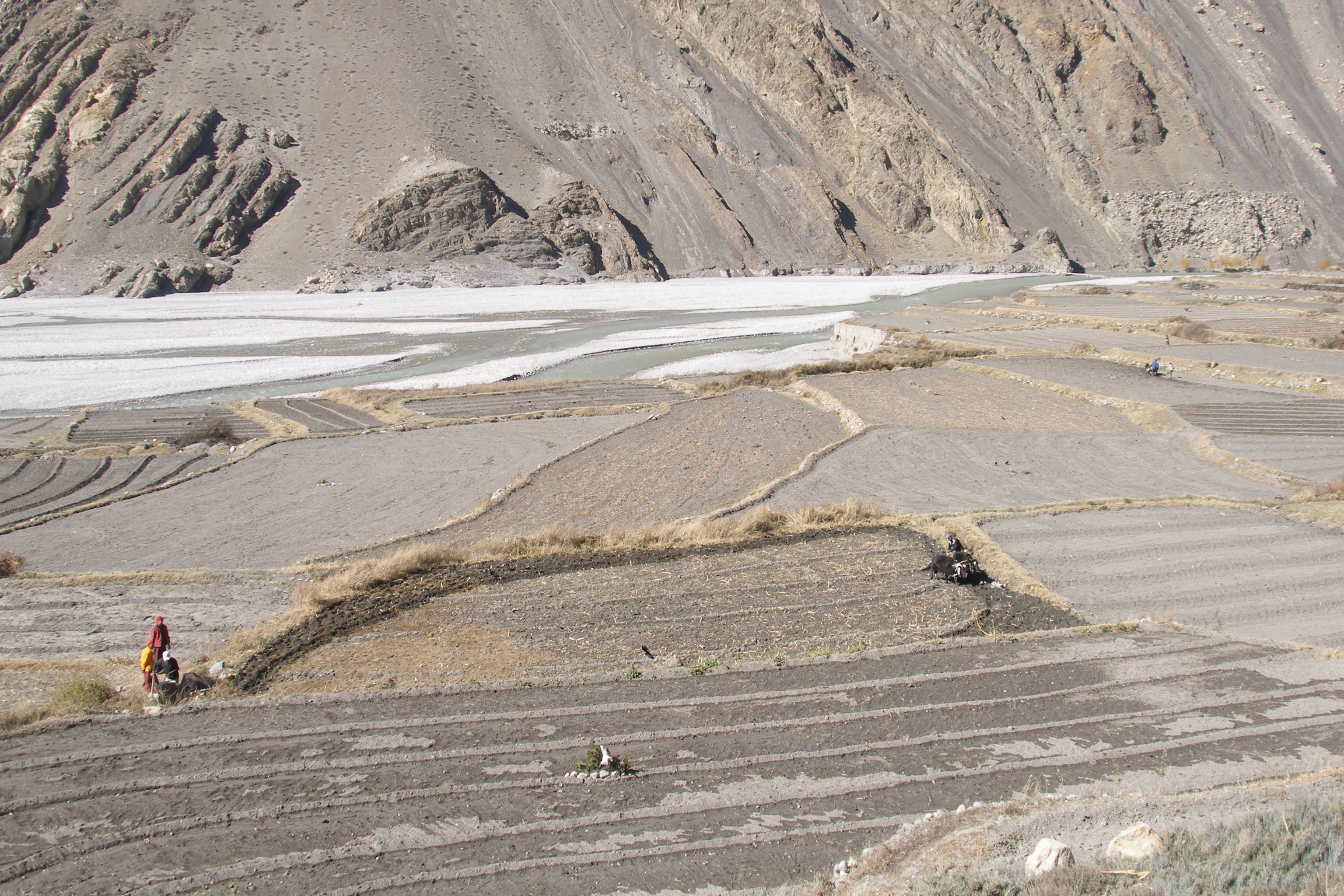
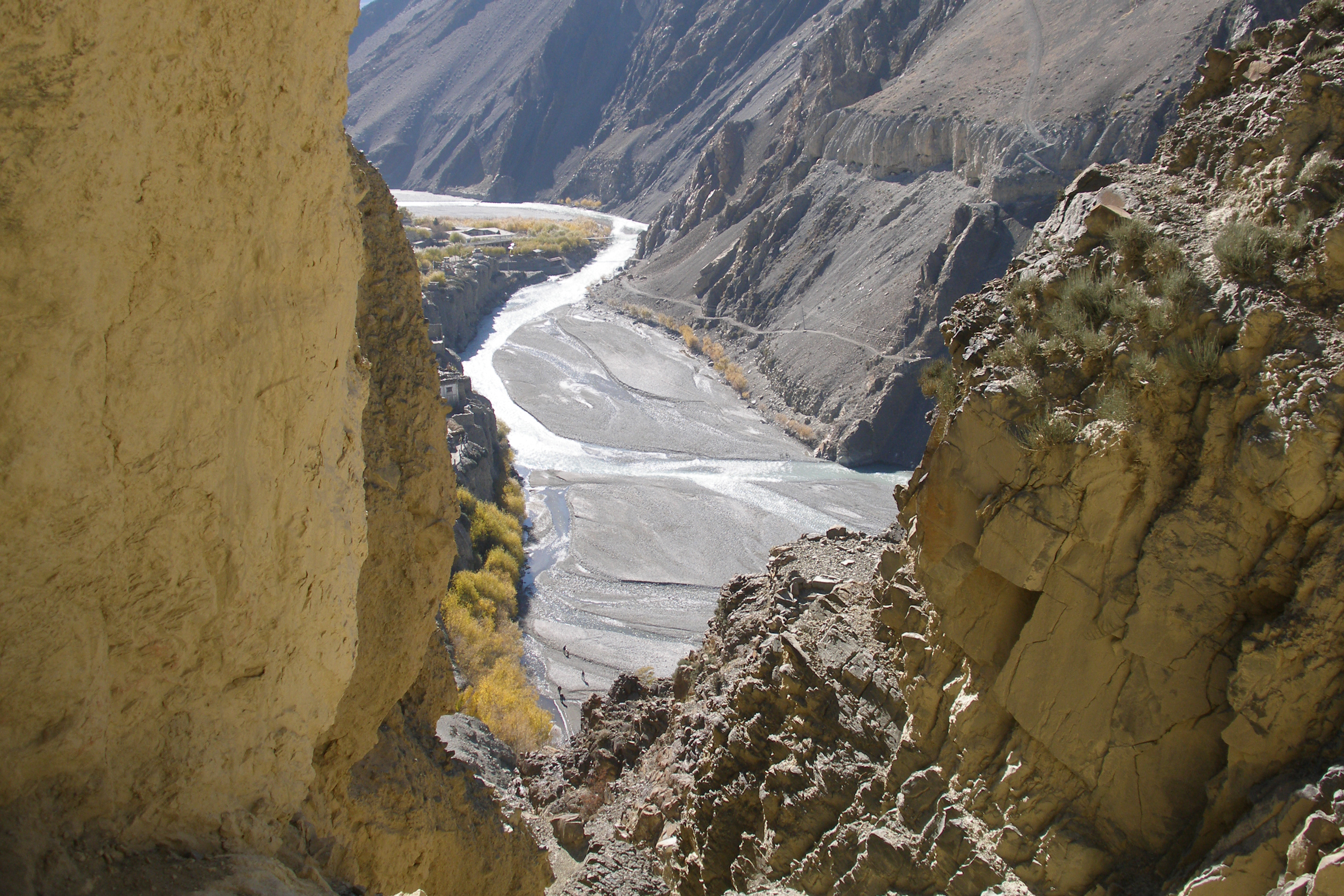